# Bonaventura

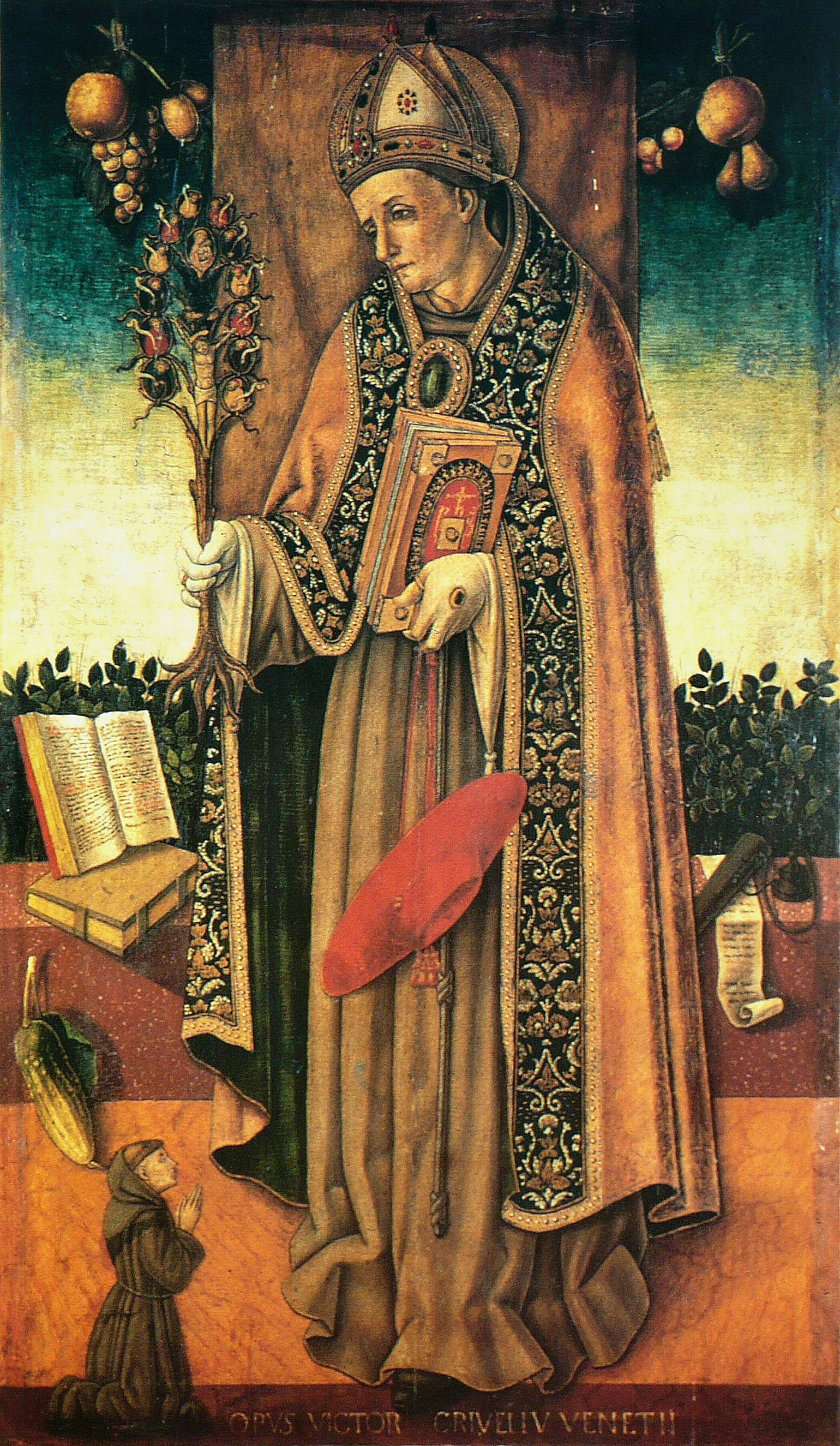
Bonaventura (Vittore Crivelli)

Bonaventura (da Bagnoregio), eigentlich Giovanni (di) Fidanza (* 1221 in Bagnoregio bei Viterbo; † 15. Juli 1274 in Lyon), war ein italienischer Theologe. Er war einer der bedeutendsten Philosophen und Theologen der Scholastik, Generalminister der Franziskaner und Kardinalbischof von Albano. Er leitete den Franziskanerorden 17 Jahre lang bis zu seinem Tod und gilt wegen seines Organisationstalents als dessen zweiter Stifter. Er vermittelte zwischen den Fratres de communitate, die in der Frage nach der gebotenen Armut der Kirche einen gemäßigten Standpunkt einnahmen, und den radikaleren Spiritualen oder Fratizellen im sogenannten Armutsstreit. Im Auftrag des Generalkapitels schrieb Bonaventura im Jahr 1263 eine umfangreiche Biographie Franz von Assisis. Im Jahr 1273 ernannte ihn Gregor X. zum Kardinalbischof von Albano und übertrug ihm die Vorbereitung des Zweiten Konzils von Lyon, das die Unionsverhandlungen mit der griechisch-orthodoxen Kirche zum Abschluss bringen sollte. Er wurde am 14. April 1482 durch Sixtus IV. heiliggesprochen und 1588 durch Sixtus V. als Doctor seraphicus zum Kirchenlehrer erklärt. Leo XIII. bezeichnete ihn als „Fürst unter allen Mystikern“. Er stand in der augustinischen Tradition und wurde von der Mystik Hugos von St. Viktor und Pseudo-Dionysius Areopagitas beeinflusst.

## Leben und Wirken

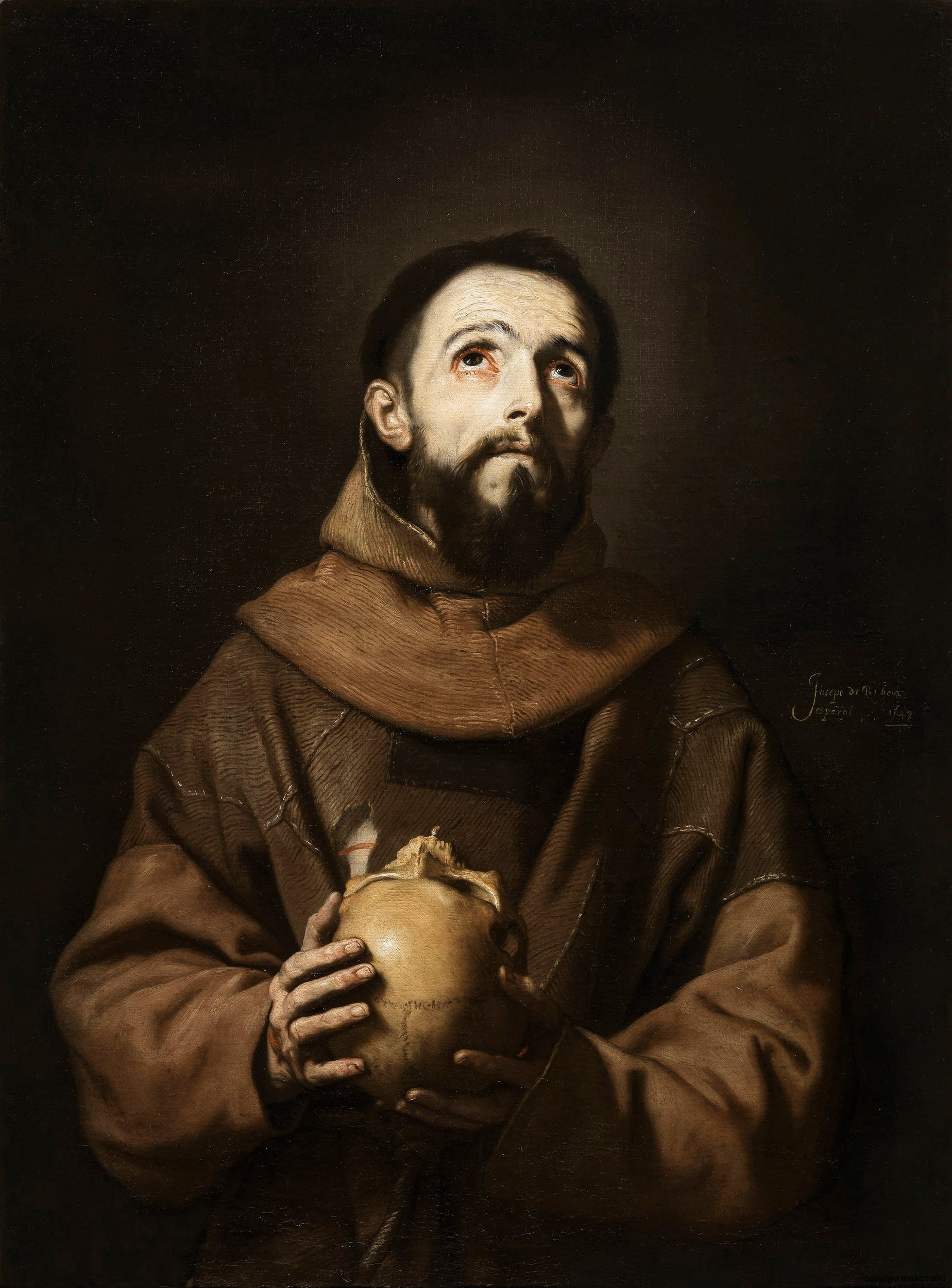
Franz von Assisi (José de Ribera)

### Kindheit und Studium
Eine zeitgenössische Bonaventura-Biographie existiert nicht. Vor dem Jahr 1300 kursierte eine Biographie, die vom spanischen Franziskaner Zamorra verfasst, jedoch nicht überliefert wurde. Allerdings beziehen sich Lebensbeschreibungen aus dem 14. Jahrhundert auf Hinweise im Werk Salimbenes von Parma von 1282. Bonaventura wurde als Johannes Fidanza in Bagnoregio, Latium, geboren. Das genaue Geburtsdatum ist unbekannt, es wird manchmal auf 1217, häufiger auf 1221 datiert. In seiner Franziskus-Biografie berichtet er von einem Wunder des Heiligen, durch das er selbst als Kind dem Tod entgangen sei. Der spätere Ordensname Bonaventura bedeutet etwa „günstiger Wind“ oder „gute Zukunft“. Nach der Legende verdankt sich dieser Name dem hl. Franziskus. Das schwerkranke Kind sei durch Franz von Assisi gesegnet worden und dann bald genesen. Als Franziskus 1226 im Sterben lag, habe ihn die Mutter mit dem Jungen nochmals besucht und Franziskus habe ausgerufen: O buona ventura. Mit 18 Jahren immatrikulierte er sich als Laie im Jahr 1235 an der Universität in Paris (Sorbonne). Dort studierte er zunächst die sieben freien Künste. Dabei lag der Schwerpunkt vor allem auf der Sprache: Grammatik, Rhetorik und Logik. Johannes studierte bei Alexander von Hales, dem Begründer des Kommentars zu den Sentenzen von Petrus Lombardus. Zu dieser Zeit trat Hales den Franziskanern bei, wodurch der Orden einen Lehrstuhl der Theologie bekam. Hales schätzte und förderte Johannes.

### Erste Ordensjahre

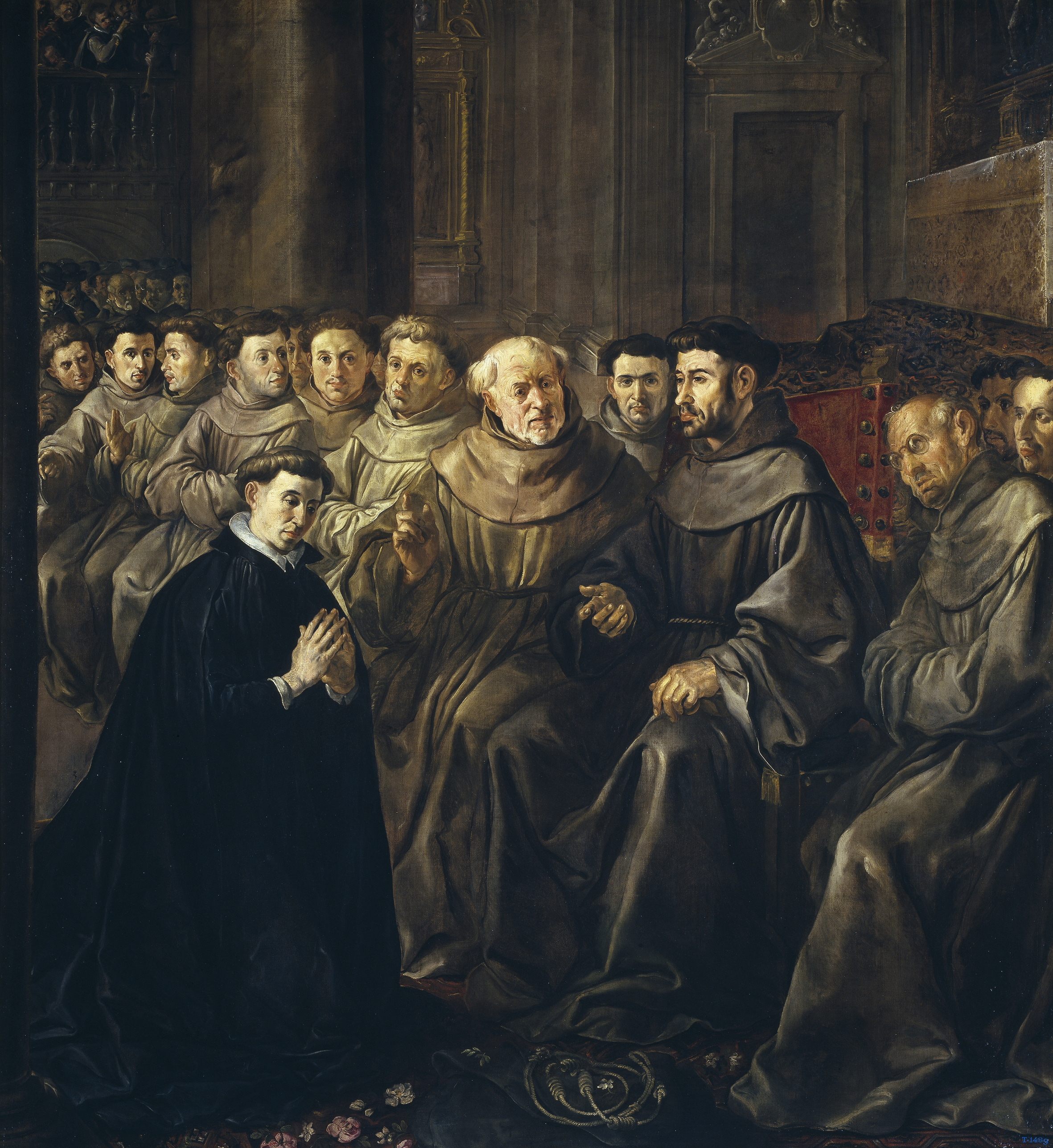
Bonaventura tritt dem Franziskanerorden bei (Francisco de Herrera)

In Paris trat Fidanza im Jahr 1243, nach anderen Quellen 1244 oder sogar bereits 1238, in den Orden der Franziskaner (fratres minores, „Mindere Brüder“) ein und nahm den Ordensnamen Bonaventura an. In den Jahren zwischen 1243 und 1248 studierte er Theologie. Zum Abschluss seines Studiums kommentierte Bonaventura das Lukasevangelium. Dann erhielt er vom Generalminister seines Ordens, Johannes von Parma, die Erlaubnis, selbst in Paris zu lesen. In den folgenden zwei Jahren hielt er Vorlesungen über die Heilige Schrift. Von 1250 bis 1252 kommentierte er als Hales-Schüler ebenfalls die Sentenzen des Petrus Lombardus. Im Jahr 1254 wurde er auf den theologischen Lehrstuhl der Franziskaner berufen; dort lehrte er bis 1257. In diesen drei Jahren überarbeitete er seinen Lukaskommentar und schrieb über das Johannesevangelium sowie über die alttestamentlichen Bücher Jesus Sirach und Weisheit. Er hielt Seminare über Die Erkenntnis Christi (De scientia Christi), über Das Geheimnis der Dreifaltigkeit (De mysterio Trinitatis) sowie über Die evangelische Vollkommenheit (De perfectione evangelica). Darin verteidigte er das Leben der Minderbrüder/Minoriten gegenüber Theologen, die keinem Bettelorden angehörten. In die Zeit seiner Lehrtätigkeit von 1255 bis 1257 datiert man auch die Entstehung seiner Schrift De reductione artium ad theologiam, eine Darstellung des Systems der Wissenschaften. Zum Abschluss seiner Lehrtätigkeit verfasste er noch das Breviloquium, eine kurze Einführung in die Theologie.

### Generalminister des Ordens
Als Bonaventura im Jahr 1257 auf Vorschlag des Johannes von Parma als dessen Nachfolger zum Generalminister seines Ordens gewählt wurde, gab er seine akademische Laufbahn auf. Bereits im April schrieb er einen Rundbrief an seinen Orden, in dem er die Brüder ermahnte, den angeschlagenen Ruf des Ordens wieder aufzubessern. In den Jahren 1259/60 schrieb er drei Traktate zur geistlichen Erziehung der Brüder: Selbstgespräch über vier geistige Übungen (Soliloquium de quatuor mentalibus exercitiis), Der Baum des Lebens (Lignum vitae) sowie Über den dreifachen Weg (De Triplici via). Zu dieser Zeit schrieb Bonaventura auch den Reisebericht des Geistes zu Gott (Itinerarium mentis in Deum). Dieser gilt als Bonaventuras mystisches Hauptwerk und als ein Höhepunkt spekulativen Denkens im christlichen Abendland. Anlass für dieses Werk war ein Besuch Bonaventuras 1259 auf dem Berg Alverna bei Arezzo. Im Prolog erinnert er an die Stigmatisation des heiligen Franziskus auf diesem Berg zwei Jahre vor dessen Tod und zur selben Jahreszeit, nämlich im September/Oktober 1224. Dies inspiriert Bonaventura zu einer theologischen Abhandlung über die Gotteserkenntnis. Die Gesamtheit der Dinge einschließlich der erkennenden Seele wird von ihm mit einer Leiter verglichen, auf der der Aufstieg zu Gott erfolgen könne. Dabei setzten die letzten Stufen eine gnadenhafte Formung durch das Licht der ewigen Wahrheit voraus.

### Zweiter Stifter

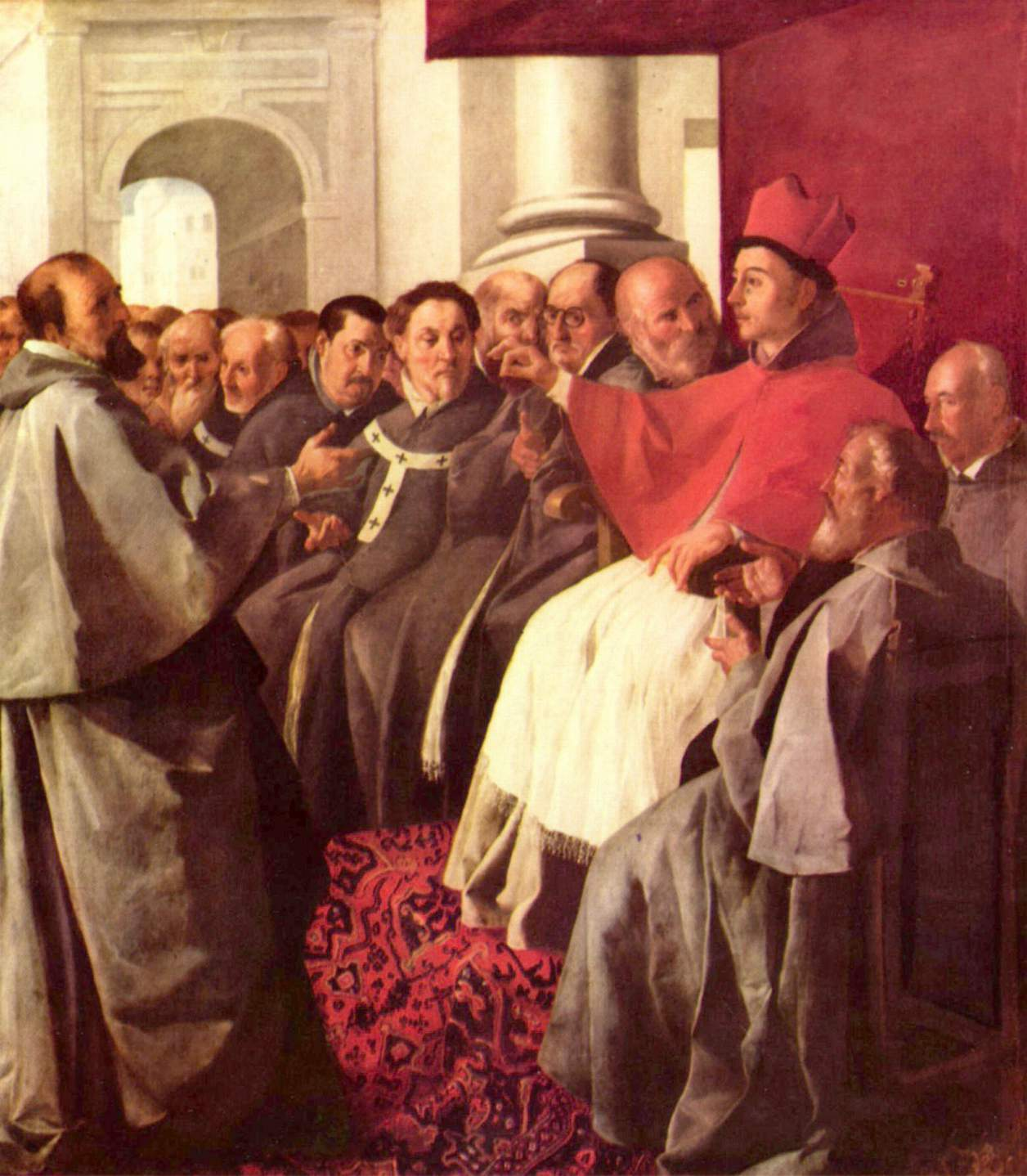
Bonaventura empfängt die Gesandten des Kaisers (Francisco de Zurbarán)

Im Jahr 1260 leitete Bonaventura erstmals das Generalkapitel der Franziskaner, das in diesem Jahr im französischen Narbonne stattfand. Es ratifizierte den Entwurf seiner Statuten für das Leben der Brüder. Das Generalkapitel in Narbonne erteilte ihm im Jahr 1260 den Auftrag, eine neue Lebensbeschreibung von Franziskus von Assisi zu verfassen, und das Generalkapitel in Paris erklärte sechs Jahre später seine Arbeit für die allein authentische Franziskusbiographie. Es entschied, den Brüdern von da an die Lektüre jeder anderen Vita des Heiligen zu verbieten, und ordnete an, alle früheren Schriften über ihn zu vernichten. Es fanden zwei Fassungen der Legenda Sancti Francisci Verbreitung. Verbindlich war die umfangreichere Legenda maior, volkstümlicher war die kürzere Legenda minor. Bonaventura steuerte die Franziskaner auf einen gemäßigten und dauerhaften Kurs, der ihm den Ruf des „zweiten Gründers des Ordens“ einbrachte. Er versöhnte die Anhänger strengster Armut (spirituales) mit den Vertretern einer bequemeren Lebensauffassung (conventuales). In den neun Jahren von 1257 bis 1266 begab sich Bonaventura auf Pastoralreisen durch Frankreich und Italien, nach franziskanischer Art zu Fuß. Schließlich kehrte er nach Paris zurück, wo seine Brüder von konservativen Theologen und radikalen Philosophen angegriffen wurden. Er veröffentlichte erneut eine Serie von Publikationen, vor allem über moralische Themen: Über die Zehn Gebote (Collationes de decem praeceptis), 1267, Über die sieben Gaben des Heiligen Geistes (Collationes de septem donis Spiritus sancti), 1268, eine Verteidigung der Minderbrüder (Apologia pauperum), 1269. Zwischen Ostern und Pfingsten 1273 trug er in Paris eine unvollendete Reihe von groß angelegten öffentlichen Universitätspredigten über das Sechstagewerk (Collationes in Hexaemeron) vor, die nur durch Hörermitschriften erhalten sind. Anhand der sechs Schöpfungstage sollte die Stufenfolge der menschlichen Erkenntnis bis zur Vollendung der visio beatifica entfaltet werden. Damit nahm Bonaventura Stellung gegen Philosophieprofessoren der Universität Paris, die eine eigenständige Philosophie emanzipieren wollten und deren auf Aristoteles und Averroes gestützte Lehre mit zentralen Glaubenssätzen unvereinbar war.

### Kardinal und Konzil

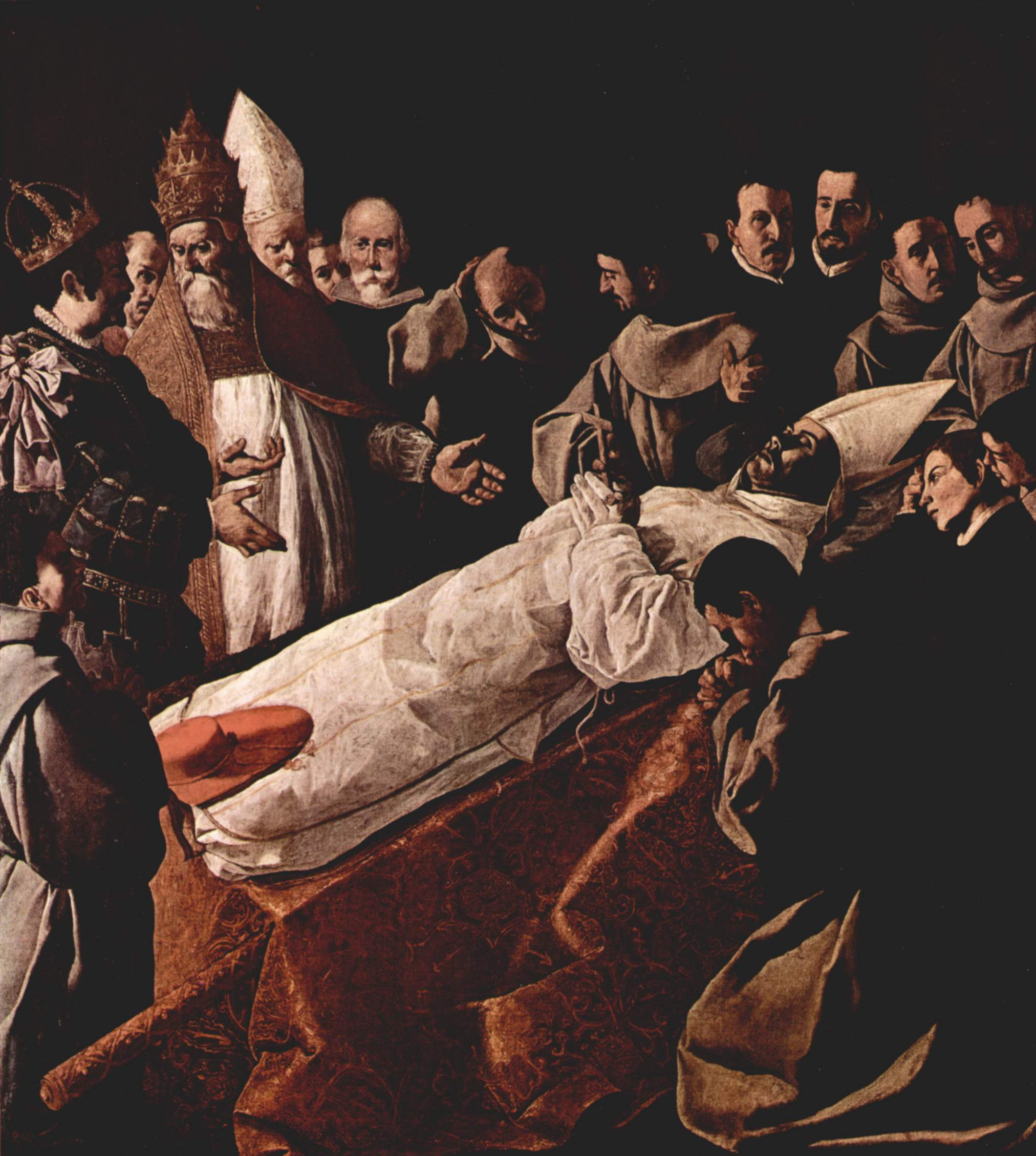
Aufbahrung Bonaventuras (Francisco de Zurbarán)

In seinen letzten Lebensjahren war er zu einer der einflussreichsten Persönlichkeiten der Christenheit geworden. In der dreijährigen Sedisvakanz im Papstamt von 1268 bis 1271 hielt Bonaventura in Viterbo eine bedeutende Predigt und vermittelte wahrscheinlich bei der Einberufung des Konklaves. Er galt als aussichtsreicher Kandidat, soll aber selbst Teobaldi Visconti als Papst vorgeschlagen haben. Nach dessen Wahl zum Papst unter dem Namen Gregor X. ernannte dieser Bonaventura am 28. Mai 1273 zum Kardinalbischof von Albano, als er über die Wiedervereinigung der orthodoxen und römischen Kirche predigte. Der Papst übertrug ihm zugleich die Vorbereitung und Leitung der Geschäfte des zweiten Konzils von Lyon, das die Unionsverhandlungen mit der griechischen Kirche endgültig zum Erfolg führen sollte. Am 20. Mai 1274 wählten die Franziskaner Girolamo Masci d’Ascoli als sein Nachfolger zum Generalminister, den späteren Papst Nikolaus IV. Das Ziel der kirchlichen Wiedervereinigung schien auf dem zweiten Konzil von Lyon schon fast erreicht, als Bonaventura während des Konzils nach kurzer und schwerer Krankheit mit 53 oder 57 Jahren am 15. Juli 1274 verstarb. An der feierlichen Beerdigung am folgenden Tag nahmen der Papst, der König von Aragon, die Kardinäle und weitere Konzilsmitglieder teil. Das Traueramt hielt der Dominikaner Pietro von Tarantasia, der spätere Papst Innozenz V.

## Philosophie und Theologie

### Kritik der Philosophie
Bonaventuras Denken gewinnt seine spekulative Kraft in der kenntnisreichen Auseinandersetzung mit der aristotelisch geprägten Universitätsphilosophie in Paris und ist nachhaltig durch neuplatonische Philosophie motiviert und geformt. Er knüpft an Augustinus von Hippo, Boëthius, Bernhard von Clairvaux, die Victoriner und vor allem an Pseudo-Dionysius Areopagita an. Bonaventura bemüht sich um die Einheit der christlichen Weisheit gegenüber der Zweiheit von Philosophie und Theologie. Grundlage aller Sicherheit beanspruchenden Erkenntnis ist für ihn, dass die Existenz Gottes eine unbezweifelbare Wahrheit ist.

„Das Erkenntnisvermögen hat nämlich in sich selbst, so wie es geschaffen ist, ein Licht, das ausreicht, jenen Zweifel (ob Gott ist), weit von sich zu weisen […]. Im Falle des Toren versagt dieses Erkenntnisvermögen eher freiwillig als zwangsweise […].“

Gottes Nichtexistenz erweist sich für Bonaventura als denkunmöglich. Er kritisiert eine von vielen Dominikanern verfolgte Methode, die sich am Wissenschaftsverständnis, der Methode, den Begriffen und einigen Thesen des Aristoteles orientiert. Diese Herangehensweise ist für Bonaventura unzureichend. Aristoteles erkenne zwar durchaus Anteile der Wahrheit. Als Heide komme ihm aber nicht die Autorität der Kirchenväter zu. Selbst die ganze Philosophie des Aristoteles könne die Augenblicksbewegung eines Sternes nicht erklären. Für Bonaventura und seine Schule ist Gott keine philosophische Schlussfolgerung, sondern lebendige Gegenwart. Aristoteles und seine Anhänger irrten sich, indem sie die Urbildlichkeit, die göttliche Vorsehung und die göttliche Einrichtung des Weltlaufs bestritten (dreifacher Irrtum). Sie seien blind bezüglich der behaupteten Ewigkeit der Welt, der angenommenen Einheit des Intellekts und der geleugneten Strafe und Glückseligkeit nach diesem Leben (dreifache Blindheit). Die Vollgestalt der Wahrheit lasse sich nur durch die Erkenntnis des göttlichen Logos erschließen. Da sich diese weitere Erkenntnis in biblischer und kirchlicher Überlieferung manifestiere, sollten diese Erkenntnisquellen leitend sein. Zu Beginn seiner vierten Collatio in Hexaemeron findet sich eine scharfe Kritik der Philosophen. Man müsse sich davor hüten, die Aussagen und Thesen der Philosophen allzu sehr zu empfehlen und zu schätzen. Diese seien unfähig, sich von Finsternis und Irrtum zu trennen und hätten sich in noch größere Irrtümer verstrickt:

„[…] und indem sie sich weise nannten, wurden sie zu Toren; indem sie auf ihr Wissen stolz waren, wurden sie zu Gefolgsleuten Luzifers.“

### Über Gott und die Welt

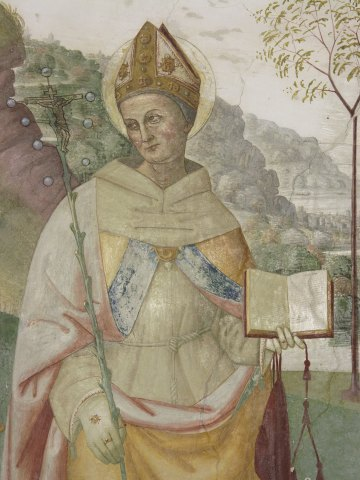
Bonaventura da Bagnoregio (Tiberio d'Assisi)

Wer seine Hoffnung auf Gott setzt, ist selig, wer dagegen sein Heil in der Welt sucht, ist eitel. Gott steht selbst in seiner Seligkeit und vermag deshalb dem Hoffenden durch die Teilhabe an seiner Seligkeit Halt zu geben. Er schenkt durch die Teilhabe an seiner Fülle Erfüllung. Er gibt Ruhe und Frieden. Gott ist in ewigem Genuss seiner selbst selig und kann deshalb auch dem Menschen den Genuss seiner Seligkeit gewähren. Die Welt ruht nicht in sich selbst und kann keinem Halt geben. Weil die Welt nur ein Schatten des Ewigen ist, kann sie den Menschen, der für das Ewige geschaffen ist, niemals wirklich erfüllen. Sie vermag auch weder Ruhe noch Frieden zu verschaffen. Wer versucht, die Welt zu genießen, wird Schaden erleiden. Die Welt spiegelt Erhabenheit, Erfüllung und Weisheit vor, in Wahrheit erweckt sie dadurch aber Hochmut, Habgier und Neugier. Der Mensch wird dadurch innerlich eitel und geistig unfruchtbar. Die Neugier verführt ihn zu einer schwatzhaften „Weltweisheit“, die unstet und ziellos umherirrt. Durch seinen Hochmut verkennt der Mensch die eigene Unzulänglichkeit und schließt sich selbst von der Gottesschau aus. Vor Gott ist dies eine Torheit, die nicht zum Heil führt. Christus ist der einzige wahre Lehrer, ohne ihn gelangt niemand zu der zum Heil führenden Gotteserkenntnis. Er ist durch das Philosophieren nicht einholbar.

### Die trinitarische Struktur Gottes
Gott ist über und zugleich in allem, ohne dabei seine Transzendenz und Absolutheit aufzuheben. Die göttliche Selbstaussage „Ich bin, der ich bin“ (Ex 3,13-15 ) versteht Bonaventura als das reine, erste und absolute Sein, die reine und höchste Einheit und das Einfache schlechthin. Dieses schließt zeitfrei jede Weise des Möglich-Seins und damit des Nicht-Seins sowie jede Form realer Differenz, aus der sich ein Ganzes zusammensetzen könnte, aus sich selbst aus. Gott ist das Gute selbst (ipsum bonum) und das Sein selbst (ipsum esse). Da Gott reines Sein ist, ist sein Nichtsein undenkbar. Da er das Gute selbst ist, kann über Gott hinaus nichts Größeres gedacht werden. Das Gute teilt sich selbst mit (bonum est diffusivum sui), es kommt zu einer Selbstentfaltung bzw. einem Selbstaufschluss.

„Denn das Gute wird das sich selbst Verströmende genannt; das zuhöchst Gute ist also das, was sich im höchsten Maße selbst verströmt. Das höchste Sich-Verströmen aber kann nur ein Wirkliches und Innerliches sein, ein In-sich-Stehendes und Personales, ein dem Wesen Entsprechendes und Willentliches, ein Freies und Notwendiges, ein Unaufhörliches und Vollendetes.“

Da dies innerlich, substantiell und persönlich erfolgen muss, findet eine innerliche Differenzierung statt: Das höchste Gut teile sich als Vater ewig im Zeugen des Sohnes und Hauchen des Geistes mit. Das Sich-Mitteilen der trinitarischen Personen ist bei Bonaventura ein absolutes: In ihm gibt sich die ganze Substanz und Wesenheit dem Anderen hin. Die Relation der drei Personen ist als ein untrennbares Ineinandersein (circumincessio) je unterschiedener Selbste in innertrinitarischer Liebe zu verstehen. Dieses gegenseitige Ineinandersein der göttlichen Personen hat Bonaventura mit der Licht-Metapher dargestellt:

„Wie die sichtbare Sonne in ihrer Kraft leuchtet und glüht, ihr Licht kraftvoll und glühend und ihre Glut kraftvoll und leuchtend sind, so ist der Vater in sich, im Sohn und im Heiligen Geist, der Sohn im Vater, in sich und im Heiligen Geist, der Heilige Geist im Vater, im Sohn und in sich im Sinne einer circumincessio, welche Einheit in Unterschiedenheit besagt.“

### Der göttliche Logos
In der diffusio ad extra erfolgt aufgrund seiner Güte bzw. Gutheit die Selbstentfaltung Gottes in die dadurch zuerst konstituierte Welt. Das Viele geht aus dem Einen hervor. Alles ist durch den göttlichen Logos erschaffen. Dieser ist das geistige Abbild des sich selbst erkennenden göttlichen Vaters und als Abbild des Einen zugleich Vieles. Der göttliche Logos enthält die exemplarischen Ideen aller Dinge (rationes aeternae) in sich. Nach diesen wurde die Welt geschaffen. Die geschaffene Welt konnte deshalb bis zum Sündenfall vom Menschen wie ein Buch gelesen werden, in dem sich der Schöpfer spiegelt. In den geschaffenen Dingen (Abbilder der Ideen) nahm der Mensch den Schöpfer wahr und wurde so zur Verehrung und Liebe Gottes geführt. Nach dem Sündenfall verstand der Mensch die Sprache dieses Buches nicht mehr. Aber die Heilige Schrift hilft dem Menschen wieder dabei, die Bild- und Gleichnishaftigkeit der Schöpfung zu verstehen und so zur Liebe und Erkenntnis Gottes zu gelangen. Alle geschaffenen Dinge sind aus Materie und Form zusammengesetzt. Die substantielle Form der körperlichen Dinge ist das Licht. Es wurde von Gott am ersten Tag vor allen anderen Dingen geschaffen. An ihm haben deshalb alle Dinge in unterschiedlicher Weise teil.

### Menschliche Erkenntnis

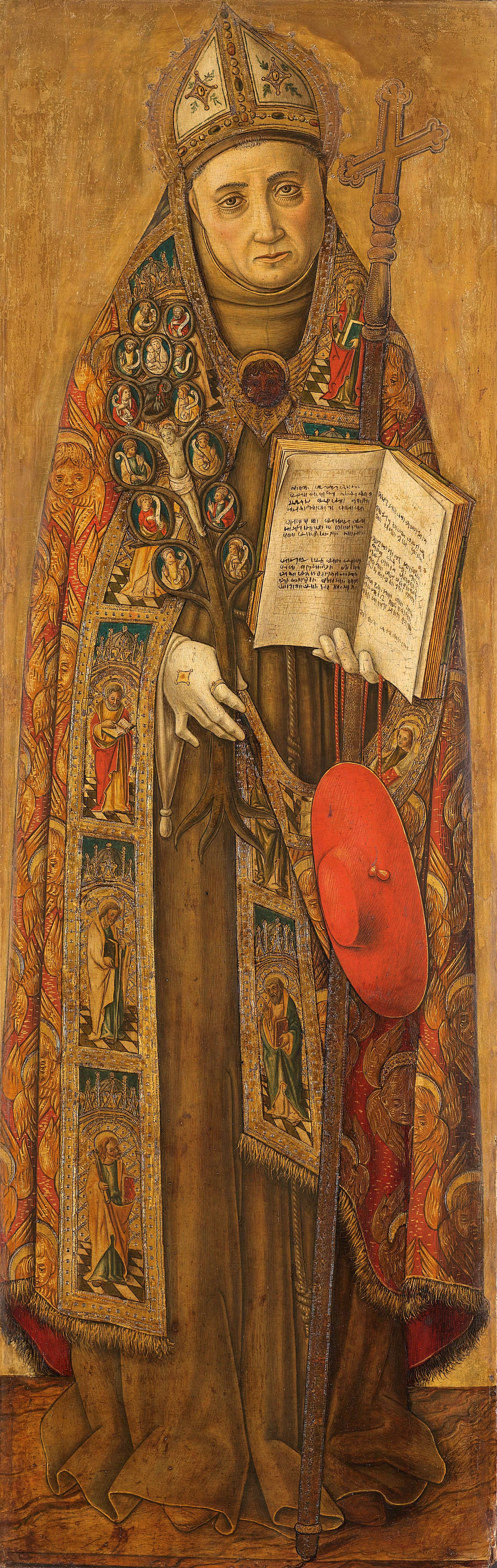
Bonaventura (Vittorio Crivelli)

Sichere Erkenntnis ist möglich, weil Gott im Menschen wirkt. Das Geschöpf als Spur (vestigium) verhält sich zu Gott wie zu einem Prinzip, sofern es von ihm ist. Als Abbild (imago) verhält es sich wie zu einem Objekt, wenn es Gott erkennt. Als Ähnlichkeit (similitudo) verhält es sich zu Gott wie zu einer eingegossenen Gnadengabe, sofern Gott in ihr wohnt.

„In einem Werk aber, das von einem Geschöpf nach Art des Abbildes (imago) verrichtet wird, wirkt Gott nach Art einer bewegenden Maßgabe; von solcher Art ist das Werk der gewissen und sicheren Erkenntnis.“

Die vergängliche und wandelbare Welt tritt über die Wahrnehmungspforten der Sinne in die menschliche Seele ein. Die Vortrefflichkeit der Erkenntnis (nobilitas cognitionis) hängt aber von der Unwandelbarkeit des Erkenntnisobjekts und der Unfehlbarkeit des Erkenntnissubjekts ab. Zur cognitio plena, der vollen Erkenntnis, ist deshalb der Rückgang auf eine unveränderliche Wahrheit erforderlich. Die Seele hat die Dinge nicht nur begrifflich und kategorial in ihrem wandelbaren Sein zu erfassen, zur sicheren Erkenntnis gehört vielmehr, dass sie die Dinge „auf irgendeine Weise berührt, sofern sie in der ewigen schöpferischen Kunst sind.“ Ein geschaffenes Seiendes kann nur erkannt werden, wenn der Verstand durch die Einsicht in das vollendete, absolute Sein unterstützt wird. Damit knüpft Bonaventura an die platonische Ideenlehre an. Die Ideen sind Gegenstand der Erkenntnis insofern, als durch sie etwas erkannt wird: Sie verbürgen als Formalprinzip des Erkennens die Sicherheit auf der Seite des Erkenntnisobjekts und des erkennenden Subjekts. Aus der Erfahrung stammen lediglich die spezifizierenden Eigenschaften und Materialprinzipien. Für Bonaventura ist Erkennen eine Wiedererinnerung; nur das könne erfasst werden, was in unserer Erinnerung gegenwärtig sei. Das wahre Sein ist nicht mit Potentialität vermengt, es ist nicht das partikuläre Sein in den Einzeldingen. Es ist reine Aktualität, es ist das göttliche Sein als das Ersterkannte. Das erste Sein liegt allen geschaffenen Seienden voraus und wird von diesen repräsentiert.

### Tugend und Seele

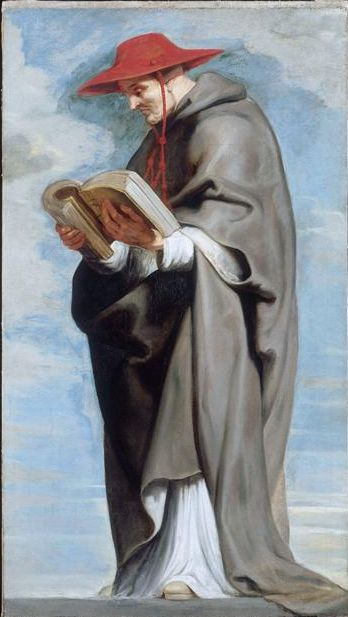
Kardinal Bonaventura (Peter Paul Rubens)

Die Tugenden wirken nach Bonaventura in dreifacher Weise in der menschlichen Seele: Sie ordnen die Seele auf das Ziel hin, richten ihre Gefühle gerade und heilen das Kranke. Keine dieser drei Wirkweisen ist ohne die Offenbarung recht zu verstehen. Die Glaube und Hoffnung voraussetzende christliche Liebe ist das einzige Heilmittel für die Krankheit der Seele und zugleich Form aller Tugenden. Volle Tugend ist ohne die Gnade nicht möglich. Die individuelle Seele ist eine unsterbliche geistige Substanz und zugleich die Form des organischen Körpers. Die Erkenntnis der Wahrheit ist der vernunftbegabten Seele eingeboren. Sie erstrebt das, dessen Abbild sie ist, um darin ihre glückselige Vollendung zu erlangen. Sie ist auf Gott ausgerichtet. Um zu Gott aufsteigen zu können, muss die Seele in sich selbst Einkehr halten. In ihrer eigenen Struktur von Gedächtnis, Verstand und Wille erkennt die Seele die trinitarische Struktur Gottes und sich selbst als Gottes Ebenbild.

### Der Weg zu Gott
Viele sind wissend, aber nur wenige sind weise. Nach Bonaventura gibt es keinen sicheren Übergang (transitus) vom Wissen zur Weisheit. Der Transitus ist eine Übung, die vom Streben nach Wissen zum Streben nach Heiligkeit und sodann zum Streben nach Weisheit führt. Es ist die Aufgabe des Weisen, den zur Seligkeit führenden Erkenntnisweg zu lehren. Dazu muss man das ewige Himmlische lieben und das nur gegenwärtige, nur vergängliche Irdische verachten. Die Erkenntnis als Abstraktion der sinnlichen Wahrnehmung ist unzureichend. Wahre Erkenntnis kommt nur in der Erleuchtung zustande. Diese erfolgt durch den göttlichen Logos. Er ist im menschlichen Geist als unerkennbares Licht gegenwärtig. In ihm sind die Ideen als exemplarische Formen alles Geschaffenen immanent. Zwar können diese durch den menschlichen Geist nicht direkt erkannt werden, aber der Logos ermöglicht dem Menschen in der Erleuchtung die wahre Erkenntnis. In vier geistlichen Übungen soll die Seele die Liebe Gottes und die Liebe zu Gott erfassen:
1. Zuerst soll die Seele das Licht der Kontemplation nach innen lenken. Dadurch soll sie Einsicht in die eigene Naturhaftigkeit, Versündigung und Begnadung erlangen.
2. Dann soll die Seele das Licht der Kontemplation nach außen leuchten lassen. Dadurch erkennt sie, wie fragwürdig Reichtum, weltliche Erhabenheit und irdische Größe sind.
3. Weiter soll sie das Licht der Kontemplation auf das Niedere richten. Dadurch gewinnt sie die Einsicht in die Todesnot, das göttliche Strafgericht und die Höllenpein.
4. Schließlich soll die Seele das kontemplative Licht auf das Höchste ausrichten, um so die Freuden des Himmels zu schauen.

Das Ziel der Seele ist es, das erste, ganz und gar vergeistigte Prinzip zu erreichen. Der Weg führt sie von der Welt und den Menschen als dem Exemplarischen zu Gott als dem Urgrund. In der mystischen Entrückung der Seele kommt die Verstandestätigkeit zur Ruhe. Das Gemüt geht ganz in Gott auf und findet in der ekstatischen Vereinigung mit Gott Frieden. Dieser Weg kann aber nicht nachvollzogen werden, er muss selbst gegangen und erlebt werden.

## Wirkung
Acht Jahre nach seinem Tod erschien der erste Katalog seiner Werke von Salimbene de Adam (1282). Weitere Kataloge folgten von Heinrich von Gent (1293), Ubertino da Casale (1305), Tolomeo da Lucca (1327) und in der Chronica XXIV generalium ministrorum (zwischen 1365 und 1368). Im 15. Jahrhundert gab es nicht weniger als 50 Ausgaben seiner Werke. Besonders berühmt war die Römische Ausgabe in sieben Bänden, die von 1588 bis 1596 im Auftrag von Sixtus V. angefertigt wurde. Sie wurde mit leichten Verbesserungen in Metz 1609 und Lyon 1678 neu gedruckt. Eine vierte Ausgabe in 13 Bänden erschien 1751 in Venedig und wurde 1864 in Paris neu gedruckt. All diese Ausgaben enthielten Werke, die später aussortiert und durch andere ergänzt wurden. Die neuere Forschung orientiert sich weitgehend an der Quaracchi-Edition in zehn Bänden von 1882 bis 1902.
Alexander von Alexandria († 1314) schrieb eine Summa quaestionum S. Bonaventura. Weitere Kommentare stammen von Johannes von Erfurt († 1317), Verilongus († 1464), Brulifer († 1497), de Combes († 1570), Trigosus († 1616), Coriolano († 1625), Giovanni Maria Zamoro († 1649), Bontemps († 1672), Hauzeur († 1676), Benedetto Bonelli († 1783) und anderen. Sixtus V. richtete in Rom einen Bonaventura-Lehrstuhl ein, weitere nach ihm benannte Lehrstühle bestehen in Ingolstadt, Salzburg, Valenzia und Osuna. Joseph Ratzinger, der spätere Papst Benedikt XVI., habilitierte sich 1957 an der Ludwig-Maximilians-Universität München bei Gottlieb Söhngen mit der Schrift Die Geschichtstheologie des Heiligen Bonaventura.
Bonaventuras Schriften beeinflussten die Konzilien von Vienne (1311), Konstanz (1417), Basel (1435), Florenz (1438), Trient (1546) sowie das Erste Vatikanische Konzil (1870) und das Zweite Vatikanische Konzil (1962–1965).
In Dantes Göttlicher Komödie tritt Bonaventura im vierten Himmel, dem Sonnenhimmel, auf. In hübscher Vertauschung erzählt der Franziskaner dort die Lebensgeschichte des heiligen Dominik, während der Dominikaner Thomas von Aquin die Lebensgeschichte des heiligen Franziskus erzählt.

## Werke
Werkausgaben

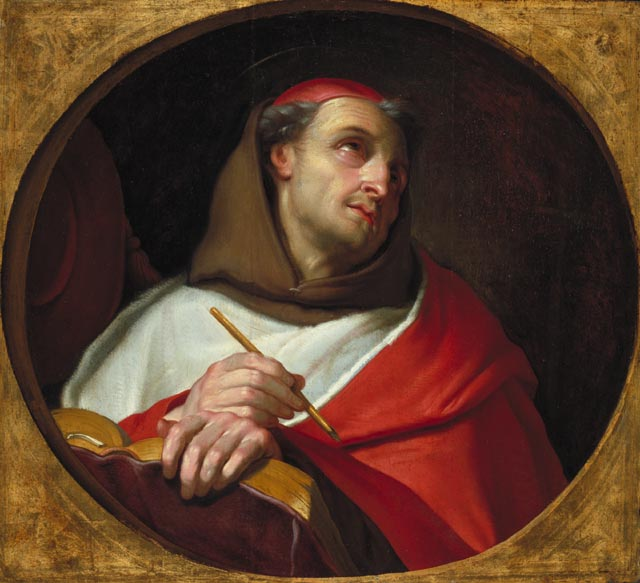
Bonaventura (Claude François, gen. Frère Luc)

- Doctoris Seraphici S. B. Opera omnia, 10 Bde., hrsg. in Quaracchi 1882–1902, Digitalisat, Bände bei archive.org; Stanford.
- Opera theologica selecta, 4 Bände, 1934–1949.
- Mystisch-ascetische Schriften, hrsg. und übers. von Siegfried Johannes Hamburger, 1923.

Ausgewählte Werke und Einzelausgaben
Für gesammelte Angaben zu Datierungen und Zuschreibungen vgl. Balduinus Distelbrink: Bonaventurae scripta, authentica dubia vel spuria critice recensita, SSFr5, Rom 1975. Einen ersten Überblick gibt die Zusammenstellung bei Rolf Schönberger et al. (Hrsg.): Alcuin. Regensburger Infothek der Scholastik, Übersichtsseite zu Bonaventura, außerdem das Verzeichnis der Werke für den Gesamtkatalog der Wiegendrucke.
- Isaac Syrus. Bonaventura. (Sammelhandschrift) Düsseldorf : Kreuzherrenkonvent, um 1460–1465 (Digitalisat).
- Itinerarium mentis in deum. [Köln] : [Arnold ter Hoernen], [um 1472] (Digitalisat).
- Commentarius in secundum librum Sententiarum Petri Lombardi. - Treviso : Hermann Liechtenstein, 1477. Digitalisierte Ausgabe der Universitäts- und Landesbibliothek Düsseldorf
- Sermones quattuor novissimorum. - [Paris] : Ulrich Gering, um 1480. Digitalisierte Ausgabe
- Sermones de tempore et de sanctis. – Zwolle: Peter van Os, vielmehr Johannes de Vollenhoe, 1479. Digitalisierte Ausgabe
- Opuscula: P. 1.2. [Köln] : Bartholomäus von Unkel; Johann Koelhoff d. Ä., [[kurz nach 28.VI.] 1484 – [um 1485]] (Digitalisat)
- Opuscula, Köln 1486. (Digitalisat)
- Opuscula: P. 1-2. Straßburg: [Drucker des Jordanus (= Georg Husner)]1, 1495. (Digitalisat)
  - Opuscula: P. 1. Straßburg: [Drucker des Jordanus (= Georg Husner)]1, 1495. (Digitalisat)
  - Opuscula: P. 2. Straßburg: [Drucker des Jordanus (= Georg Husner)]1, 1495. (Digitalisat)
- Speculum Beatae Mariae Virginis. Antwerpen: Gerard Leeu, 1487 (Digitalisat)
- Sermones mediocres de tempore. Straßburg: Drucker des Jordanus (= Georg Husner), 1496. Digitalisierte Ausgabe
- Commentarius in IV libros sententiarum Petri Lombardi (1248–55).
  - Online: , Sentenzenkommentar (Memento vom 21. Juni 2009 auf WebCite) (Teilausgabe, lat. Text nebst Faksimiles, hrsg. von Edward Buckner), lib. 1 (gallica), lib. 2
- Quaestiones disputatae:
  - De mysterio trinitatis (1254–1255), Online: ital.
  - De scientia Christi (1254), Online: span.; Übers. von Andreas Speer, Meiner, Hamburg 1992.
  - De perfectione evangelica (1254ff.).
- Meditationes vitae Christi. Johann Grüninger, Straßburg um 1496. (Digitalisat)
- De reductione artium ad theologiam (1254–55/1269?[34]).
  - in: Itinerarium mentis in Deum. De reductione artium ad theologiam. Pilgerbuch der Seele zu Gott. Die Zurückführung der Künste auf die Theologie (1259), Übers. von Julian Raup / Ph. Böhner, 1961.
  - Online: Forum Romanum, UBB Cluj (Memento vom 30. Dezember 2013 im Internet Archive), Quarrachi Opera 5 (1891), 295-316 (mit Apparat).
- Breviloquium (zw. 1253–57).
  - Breviloquium. Ein Abriß der Theologie, übers. v. Fanni Imle unter Mitwirkung v. Julian Kaup, 1931.
  - Online: franz.
- De quinque festivitatibus pueri Jesu (um 1257), Online: span., franz., Meditations on the Supper of Our Lord, and the hours of the passion, Mannyng/Cowper 1875.
- Soliloquium de quatuor mentalibus exercitiis (nach 1257).
  - Soliloquium de quatuor mentalibus exencitiis. Alleingespräch über die vier geistlichen Übungen, Übers. von Josef Hosse, 1958.
  - Online: franz.
- Itinerarium mentis in Deum (1259).
  - in: Itinerarium mentis in Deum. De reductione artium ad theologiam. Pilgerbuch der Seele zu Gott. Die Zurückführung der Künste auf die Theologie, Übers. von Julian Raup, 1961.
  - Online: lat., Latin Library, Peter King, UBB Cluj (Memento vom 30. Dezember 2013 im Internet Archive), engl., engl., span., franz., ital. (Memento vom 11. Dezember 2004 im Internet Archive), ital.
- Legenda S. Francisci (1261) (legenda minor).
  - Das Leben des Hl. Franz v. Assisi. Übers. von Emmeran Leitl, 1956.
  - Online: , , engl., The little flowers & the Life of St. Francis, with the Mirror of perfection, 1908
- Collationes de septem donis Spiritus Sancti (1268), Online: lat., franz., engl.
- Collationes in Hexaemeron (1273).
  - Collationes in Hexaemeron, hrsg. v. F. M. Delorme, Quaracchi 1934.
  - Collationes in Hexaemeron. Das Sechstagewerk. Übers. von Wilhelm Nyssen, 1964.
  - Online: franz. (Memento vom 8. März 2012 im Internet Archive) (Archivversion, Stand 8. März 2012).
- MS-B-203 - (Ps.-)Anselmus Cantuariensis. Bonaventura. (Ps.-)Augustinus. (Ps.-)Bernardus Claraevallensis. Arnulfus de Boeriis. Petrus de Alliaco (Theologische Sammelhandschrift). Kreuzherrenkonvent (?), Düsseldorf [um 1508] (Digitalisat).
- Tractatus brevis domini Bonaventur[a]e de modo se pr[a]eparandi ad celebrandum missam. - Parisiis : de Marnef, ca. 1510. Digitalisierte Ausgabe der Universitäts- und Landesbibliothek Düsseldorf

## Gedenktag
- evangelisch: 15. Juli[35]
- anglikanisch: 15. Juli[36]
- römisch-katholisch: 15. Juli[37]